# J. J. 에이브럼스
제프리 제이컵 "J. J." 에이브럼스(Jeffrey Jacob "J. J." Abrams, 1966년 6월 27일~)는 미국의 영화 및 텔레비전 드라마 제작자, 영화 각본 작가, 감독, 배우, 작곡가, 배드로봇 프로덕션의 설립자이다. 에미상과 골든 글로브상을 수상했으며, 텔레비전 시리즈 펠리시티, 앨리어스, 로스트, 프린지의 창조자이자 영화 미션 임파서블 3, 스타 트렉: 더 비기닝의 감독으로 알려져 있다.

## 작품 목록
| 연도 | 제목                                                                | 크레딧 | 크레딧 | 크레딧 | 스튜디오                                                                                 |
| 연도 | 제목                                                                | 연출   | 제작   | 각본   | 스튜디오                                                                                 |
| ---- | ------------------------------------------------------------------- | ------ | ------ | ------ | ---------------------------------------------------------------------------------------- |
| 2006 | 미션 임파서블 3 Mission: Impossible III                             | 예     |        | 예     | 크루즈/와그너 프로덕션스 중국영화집단공사 스튜디오 바벨스베르크                          |
| 2008 | 클로버필드 Cloverfield                                              |        | 예     |        | 배드 로봇 프로덕션                                                                       |
| 2009 | 스타 트렉: 더 비기닝 Star Trek                                      | 예     | 예     |        | 스파이글래스 엔터테인먼트 배드 로봇 프로덕션                                             |
| 2010 | 모닝 글로리 Morning Glory                                           |        | 예     |        | 배드 로봇 프로덕션                                                                       |
| 2011 | 슈퍼 에이트 Super 8                                                 | 예     | 예     | 예     | 배드 로봇 프로덕션 앰블린 엔터테인먼트                                                   |
| 2011 | 미션 임파서블: 고스트 프로토콜 Mission: Impossible – Ghost Protocol |        | 예     |        | 스카이댄스 프로덕션 배드 로봇 프로덕션 크루즈/와그너 프로덕션스 필름웍스 스틸킹 프로덕션 |
| 2013 | 스타트렉 다크니스 Star Trek Into Darkness                           | 예     | 예     |        | 배드 로봇 프로덕션 스카이댄스 프로덕션 K/O 페이퍼 프로덕트                               |
| 2015 | 미션 임파서블: 로그네이션 Mission: Impossible – Rogue Nation        |        | 예     |        | 스카이댄스 프로덕션 배드 로봇 프로덕션 크루즈/와그너 프로덕션스                          |
| 2015 | 스타 워즈: 깨어난 포스 Star Wars: The Force Awakens                 | 예     | 예     | 예     | 월트 디즈니 픽쳐스 루카스 필름 배드 로봇 프로덕션                                        |
| 2016 | 클로버필드 10번지 10 Cloverfield Lane                               |        | 예     |        | 배드 로봇 프로덕션                                                                       |
| 2016 | 스타트렉 비욘드 Star Trek Beyond                                    |        | 예     |        | 배드 로봇 프로덕션 스카이댄스 프로덕션 K/O 페이퍼 프로덕트                               |

스타워즈 에피소드 9
클로버필드 패러독스